# Mount-Data-Nasenratte

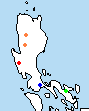
Verbreitungsgebiet der Nasenratten – Orange Punkte zeigen zwei Fundorte von Rhynchomys soricoides

Die Mount-Data-Nasenratte (Rhynchomys soricoides) ist ein Nagetier in der Unterfamilie der Altweltmäuse (Murinae), das auf den Philippinen vorkommt.

## Merkmale
Diese Nasenratte entspricht mit einer Kopf-Rumpf-Länge von 178 bis 196 mm, einer Schwanzlänge von 132 bis 162 mm und mit einem Gewicht von 133 bis 225 g den anderen Gattungsmitgliedern in der Größe. Die Länge der Hinterfüße beträgt 39 bis 42 mm und die Ohren sind 23 bis 25 mm lang. Die Mount-Data-Nasenratte hat eine schmale Schnauze, kleine Augen, winzige Schneidezähne und lange Vibrissen. Auf der Körperoberseite kommt weiches und dichtes Fell vor, das schwarzbraun gefärbt ist. Die Unterseite ist mit silbergrauem Fell bedeckt, wobei verschiedene Exemplare reinweiße Flecken auf dem Bauch aufweisen. Der dunkle Schwanz ist oberseits etwas dunkler. In jeder Kieferhälfte kommen nur zwei molare Zähne vor.

## Verbreitung und Lebensweise
Die Mount-Data-Nasenratte lebt im Gebirge Cordillera Central auf der Insel Luzon, in Regionen die auf 1600 bis 2690 Meter Höhe liegen. Das Typusexemplar wurde im Umfeld des Mount Data gefangen. Andere Funde stammen vom Mount Pulag sowie vom Mount Amuyao. Es wird vermutet, dass die Art im gesamten Gebirge vorkommt. Das Verbreitungsgebiet ist mit feuchten Wäldern bedeckt.
Individuen wurden am Boden während der Dämmerung oder nachts gefangen. Die Art sucht in der Laubschicht oder in der obersten Erdschicht nach Würmern und anderen wirbellosen Tieren. Bei trächtigen Weibchen konnten ein oder zwei Embryos registriert werden.

## Bedrohung
In einigen Bereichen des Gebirges wird der Wald mit Anbauflächen für Gemüse ersetzt. In anderen Gebieten erfolgte dagegen eine Wiederaufforstung und die Anzahl sowie der Umfang von Brandrodungen nahm ab. Allgemein ist die Mount-Data-Nasenratte intolerant gegenüber Waldrodungen, da so die Laubschicht austrocknet und die Anzahl der Beutetiere abnimmt. Im Balbalasang-Balbalan-Nationalpark wird die Art noch recht häufig angetroffen. Die IUCN schätzt, dass die Gesamtpopulation innerhalb von 10 Jahren mit etwas weniger als 30 Prozent abnimmt und listet die Mount-Data-Nasenratte als „potenziell gefährdet“ (near threatened).